# Ormetica praetexta
Ormetica praetexta là một loài bướm đêm thuộc phân họ Arctiinae, họ Erebidae.